# Vlag van Temse
De vlag van Temse werd door de gemeenteraad op 7 november 1977 officieel vastgesteld als de gemeentelijke vlag van de Oost-Vlaamse gemeente Temse. Op 13 juli 1978 werd hij door het koninklijk besluit bevestigd en uiteindelijk gepubliceerd op 6 september 1978 in het officiële Belgisch Staatsblad.
Officieel wordt de vlag beschreven als:
Blauw-geel, vertikaal geplaatst en met het blauw aan de mast.
De kleuren van de vlag zijn afkomstig op het gemeentewapen.

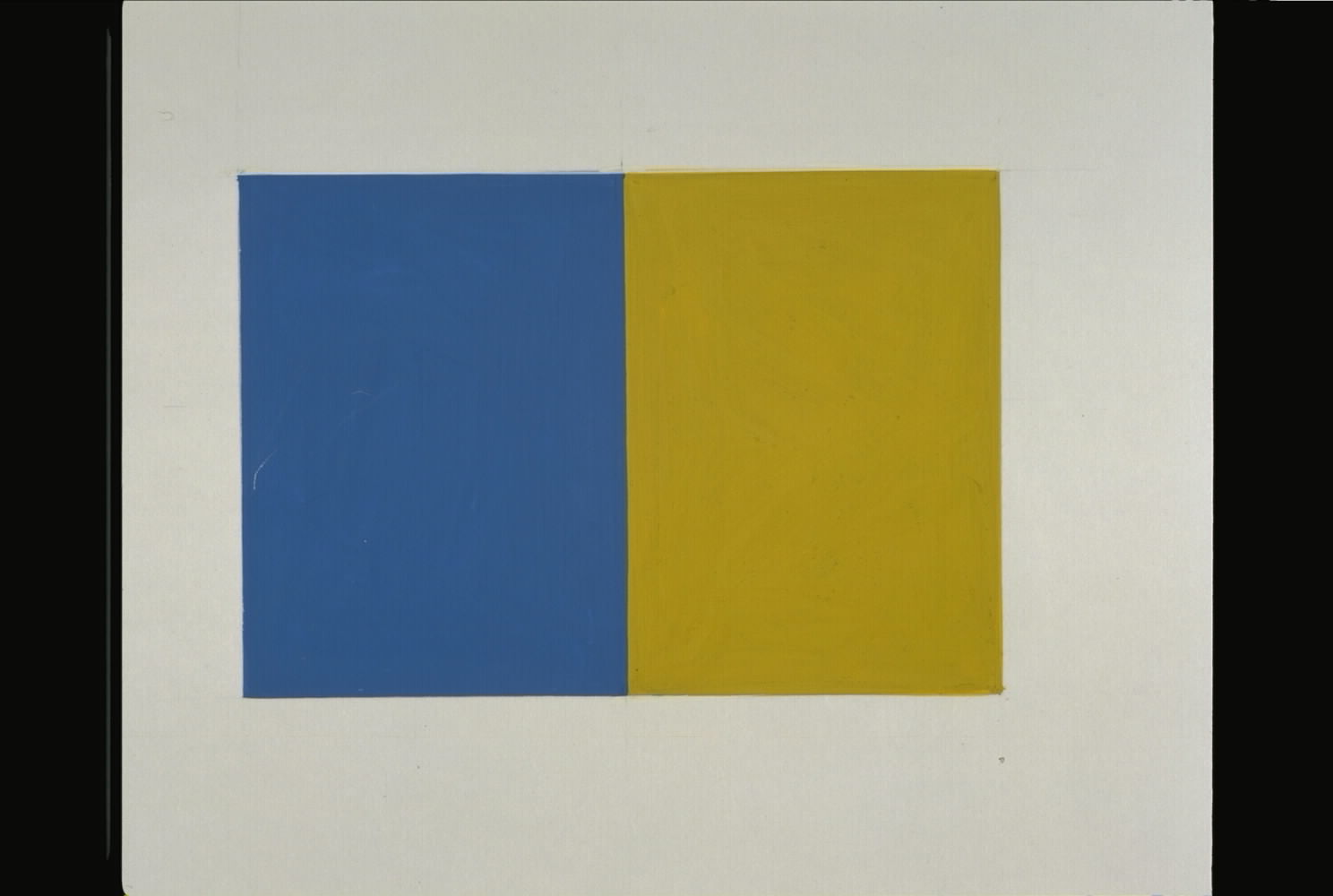
Officiële tekening van de vlag

## Eerdere vlag
De vorige vlag van Temse werd op 21 december 1971 bij raadsbesluit vastgesteld. De vlag bestaat uit dertien even hoge banen van rood en wit, en een blauwe broeking, geplaatst met een gele sleutel.
De vlag werd ontworpen door Jean Boeykens, combineert het gemeentewapen met de geografische ligging van Temse; wit en rood zijn de kleuren van Waasland, waarbij het traditionele embleem van Waasland een witte raap op een rood veld is, terwijl de zeven rode banen de zeven gemeenten van het kanton Temse vertegenwoordigen. Deze vlag was de eerste gemeentevlag die officieel in België werd goedgekeurd.

Voorgaande vlag (1971-1977)